# Paepalanthus cuspidatus
Paepalanthus cuspidatus är en gräsväxtart som beskrevs av Silveira. Paepalanthus cuspidatus ingår i släktet Paepalanthus och familjen Eriocaulaceae. Inga underarter finns listade i Catalogue of Life.